# Mouvement social de 2018 à Mayotte
Le mouvement social de 2018 à Mayotte, aussi appelé grève générale de 2018 à Mayotte ou opération « Île morte », est un mouvement social qui se produit à Mayotte au début de l'année 2018. Il fait suite au mouvement populaire de mobilisation contre un accord franco-comorien de septembre 2017 vers la libre circulation des personnes entre l'union des Comores et Mayotte. Le mouvement de 2018 se traduit par des manifestations depuis le 19 janvier et une grève générale à partir du 20 février. Des barrages paralysent Grande-Terre jusqu'au début avril, avant d'être levés progressivement jusqu'au 9 avril. Après cette date, la grève reste théoriquement active afin de forcer le gouvernement d'appliquer ses promesses, mais dans les faits les actions sont rares. Un plan de sortie de crise est présenté par le gouvernement le 17 mai 2018. Officiellement doté d'1,3 milliard d'euros, il est principalement axé financièrement vers la construction d'équipement scolaires, de logements sociaux et d'équipements hospitaliers. L'absence de financement des grandes infrastructures de transport et d'avancées importantes vers l'égalité sociale font l'objet de nombreuses critiques de la société civile et des élus d'opposition.

## Contexte

### National
Les territoires français d'outre-mer sont plus confrontés à des problèmes de pauvreté, d'insécurité et sous-investissement public que la plupart des territoires métropolitains. Ainsi, un grand mouvement social avait déjà secoué la Guyane française au début de 2017 afin de demander l'amélioration des infrastructures électriques et de santé, une meilleure lutte contre l'insécurité et l'augmentation du budget public accordé à ce département.
Le mouvement à Mayotte se déroule avant et en même temps qu'une période de contestation sociale en mars 2018 en France métropolitaine, liée aux manques de moyens dans les hôpitaux publics et les établissements d'hébergement pour personnes âgées dépendantes, et pour une partie des manifestants à la réforme du statut de la SNCF et des cheminots. On trouve également des mobilisations d'étudiants opposés à une réforme de l'université qu'ils assimilent à une forme de sélection à l'entrée, et dont le mouvement est encouragé après l'attaque d'étudiants qui occupaient pacifiquement un amphithéâtre de la Faculté de Droit de Montpellier par un commando armé potentiellement d'extrême-droite et incluant un de leurs professeurs ; par des parents d'élèves et professeurs opposés à Parcoursup ; des pilotes d'Air France qui veulent bénéficier d'une partie des bénéfices de leur société ; et d'éboueurs et du personnel de Carrefour et d'Auchan qui veulent une amélioration de leur salaire et/ou des conditions de travail. Dans une certaine mesure, cette période de contestation sociale sert aussi de commémoration aux 50 ans de Mai 68. Malgré l'accumulation des mouvements, la contestation sociale en métropole est moins intense que celle à Mayotte au début de 2018.
La multiplication des insatisfactions sociales débouchera sur l'apparition du mouvement des Gilets jaunes à la fin de l'année 2018, quelques mois après la fin de l'Opération Île morte).[réf. nécessaire]

### La spécificité de Mayotte
Mayotte est un des départements français les plus touchés par l'insécurité, la pauvreté et un investissement public insuffisant. Par exemple, dans le domaine scolaire, ces problèmes apparaissent : le nombre moyen d'élèves dans les classes REP et REP+ est de 28 à Mayotte contre 22 au niveau national. L'insécurité dans les établissements scolaires est réelle, elle amène relativement régulièrement à des caillassages de bus scolaires et à des agressions au couteau dans et devant les établissements ; ce qui se ressent dans les taux de réussite au bac, ceux de Mayotte étant plus bas que la moyenne nationale - à titre d'exemple le taux de réussite au bac L à Mayotte était toujours inférieur ou égal à 60 %.
Le taux de chômage est très élevé, à 26 %. Et 84 % de la population de Mayotte vit sous le seuil de pauvreté.
Le taux de presque tous les crimes et délits à Mayotte est au-dessus de la moyenne nationale - bien que ce soit à nuancer dans la mesure où la délinquance dans l'île a diminué de 9 % en 2017.
De plus, il y a une forte immigration illégale depuis les Comores, de la part de migrants qui cherchent à fuir la pauvreté (le PIB par habitant est 13 fois inférieur aux Comores qu'à Mayotte) et le manque d'infrastructures médicales dans les autres îles de l'archipel comorien. Cette pression migratoire tombe mal car elle a lieu en pleine explosion démographique. En effet, la population de Mayotte a été multipliée par 11 en 60 ans, l'indice de fécondité, en 2012, était de 4,1 enfants par femme (contre 2 enfants par femme au niveau national), et la moitié des Mahorais ont moins de 17 ans. Le flux migratoire ajoute à l'instabilité et au ressentiment des Mahorais. Ainsi en 2016 42 % des habitants de l'île étaient des natifs des Comores (en comptant ensemble ceux qui sont présents légalement et illégalement) et 69 % des bébés nés à Mayotte l'étaient de mère comorienne.
À tout cela il faut ajouter des services publics saturés, tout particulièrement les hôpitaux. Dans le domaine médical, par exemple, il arrive que dans les maternités se trouvent trois mères venant d'accoucher par chambre, avec leurs bébés ; et Mayotte était en 2015 le département français le plus touché par la tuberculose, avec 25,9 cas pour 100 000 habitants. Ce qui amène les habitants à accuser le gouvernement français d'inaction face à cette situation.

## Revendications
Loin de réclamer l'indépendance, les manifestants demandent au contraire un plus grand rapprochement de la France et une plus grande attention de la part du gouvernement — le drapeau français est d'ailleurs l'un des symboles du mouvement. Ils veulent que le gouvernement français agisse davantage pour régler les problèmes de service public — surtout dans les hôpitaux et les écoles — de pauvreté, de démographie et d'insécurité, au lieu de considérer Mayotte comme un territoire ultra-périphérique. À partir de mai et en écho aux manifestations populaires de septembre 2017 contre un accord intergouvernemental franco-comorien d'assouplissement des conditions d'octroi des visas vers Mayotte, ceci se traduit également des manifestations pour défendre le statut départemental de Mayotte et contre une hypothétique co-souveraineté de la France et des Comores sur ce territoire (cette hypothèse proviendrait de rumeurs fausses selon le gouvernement).

## Déroulement des événements
Dans un contexte de rejet d'une forte immigration clandestine et de dégradation continue de la sécurité publique marquée par une augmentation des violences aux personnes, des signes avant-coureurs apparaissent dès fin novembre 2017 lors de l'exercice du droit de retrait des enseignants au lycée de Kahani à la suite de violences entre jeunes. Le 19 décembre, le député Mansour Kamardine interpelle sur la dégradation accélérée de la sécurité en milieu scolaire le ministre de l'éducation nationale qui ne prend pas en compte les demandes d'équipements et de renforcement des moyens réclamés par les acteurs éducatifs du lycée Kahani. Le 19 janvier, des caillassages et une bagarre entre bandes rivales au lycée de Kahani obligent les forces de l'ordre à intervenir et à évacuer les élèves. Les agents décident ensuite d'exercer de nouveau leur droit de retrait ; le lendemain ils sont rejoints par les chauffeurs de bus.
Des manifestations à proprement parler commencent donc fin janvier. Elles sont alors peu couvertes en France métropolitaine. Mais à partir du 20 février, les grèves se succèdent et se transforment en grève générale. Certains élus, emmenés par le député Mansour Kamardine affichent leur soutien aux manifestants. Le 5 mars, les élus mahorais rejoignent massivement le mouvement.
À partir du 28 février et au début du mois de mars, les barrages routiers deviennent plus nombreux et de plus en plus étanches — gênant parfois aussi la circulation des piétons même si l'ambiance aux barrages reste calme — jusqu'au 11 mars, où trois barrages sont construits avec des arbres abattus et des pneus afin de bloquer Longoni, le principal port de Mayotte. L'approvisionnement de l'île est alors coupé. Alors que les barrages routiers se multiplient, des pénuries commencent à apparaître. Ainsi, le 9 mars, le centre hospitalier de Mayotte lance une alerte sur son manque de médicaments, de nourriture, de matériel médical et de linge.
À partir du 12 mars, l'on peut parler de « paralysie totale du territoire », selon les mots de Quentin Sedes, secrétaire général CGT Educ’Action Mayotte.
Le 5 mars, des élus mahorais ont dressé un plan de développement des infrastructures de Mayotte, sur demande et à destination du ministère des Outre-mer, affirmant que l'île aurait besoin en urgence de 1,8 milliard d'euros afin de pouvoir se développer.
Le 12 mars, la ministre des Outre-Mer Annick Girardin, arrive sur place pour écouter les doléances des habitants et annoncer des mesures. Elle annonce des mesures incluant l'envoi de 3 escadrons de gendarmerie supplémentaire et un durcissement du contrôle de l'immigration, et pense alors avoir trouvé un « accord de principe » qui aurait dû permettre de lever les barrages. Mais ses propositions ne satisfaisant pas la majorité des Mahorais, les syndicats décident de maintenir les barrages et la grève.
Le 15 mars, les pénuries progressent : les hôpitaux affirment n'avoir de stocks suffisants de médicaments plus que pour 24h à 48h, et les supermarchés disent que leurs stocks sont suffisants pour tenir une dizaine de jours.
Le 20 mars, les syndicats annoncent un durcissement supplémentaire des barrages, Salim Nahouda le secrétaire départemental de la CGT Mayotte précisant qu'à partir de maintenant seuls les véhicules d'urgence et de secours auront le droit de les passer. Les petites embarcations ne sont pas directement bloquées par les barrages routiers, mais le début d'une pénurie d'essence à Grande-Terre limite également leurs déplacements.
C'est dans ce contexte tendu que se tient une élection législative partielle à Mayotte. Le premier tour a lieu le 18 mars. Et le deuxième le 25 mars. La candidate sortante LREM Ramlati Ali est réélue avec 54,99 % des voix exprimées face à son adversaire LR (soutenu de manière inattendue par le FN) Elad Chakrina. Mais avec le mouvement social, la mobilisation électorale est faible, le taux de participation s'élève à 41,19 %.
En métropole, quelques manifestations ont lieu pour soutenir Mayotte. Le 10 mars, une trentaine de Mahorais organisent un rassemblement de soutien à Rennes. Le 24 mars, plusieurs centaines de Mahorais installés à Marseille manifestent dans le Vieux-Port. À l'inverse aux Comores, le 24 mars, 200 personnes manifestent à Moroni pour soutenir les Comoriens à Mayotte.
Le 21 mars, le gouvernement comorien annonce cependant qu'il refusera d'accueillir les citoyens comoriens expulsés de Mayotte. Cependant le 23 mars, le ministre de l'intérieur des Comores, Mohamed Daoudou, annonce que le gouvernement des Comores luttera contre les passeurs de migrants, surtout les kwassa kwassa. Le 26 mars, l'ambassadeur des Comores en France, Mohamed Soulaimana, est convoqué par le Ministère des Affaires étrangères pour demander aux Comores d'accepter d'accueillir ses propres citoyens expulsés.
Le 3 avril, à la suite de l'arrivée du nouveau préfet et délégué du gouvernement Dominique Sorain la majorité des syndicats et le collectifs de citoyens à l'origine du blocage de l'île appellent à lever les barrages. Les syndicats et le collectifs se félicitent en déclarant « Il est acté que la plateforme d'union des revendications qui a été remise au délégué sera prise en compte pour l'élaboration du futur plan de développement de Mayotte, qui sera présenté à la fin du mois d'avril » et en évoquant la création d'un « comité de suivi » pour « s'assurer de l'exécution des décisions ». Ils nuancent leurs propos : « Néanmoins, en l'absence d'un signal fort adressé à la population sur la lutte contre l'immigration clandestine à ce jour, la grève reste maintenue ; toutefois, elle pourra se manifester sous d'autres formes ». Afin de pouvoir réagir en cas d'afflux dans les hôpitaux après la levée des barrages, 40 réservistes sanitaires arrivent à Mayotte.
Le mardi soir, les barrages commencent à être levés. Cependant, dès le lendemain soir, mercredi 4 avril, 8 barrages sont reconstruits. Les barragistes laissent passer les piétons, les véhicules sanitaires, de secours et des forces de l'ordre, mais aucun autre véhicule ; un seul barrage, celui du principal port de l'île Longoni, ne laisse passer aucun véhicule, car il y a des arbres sur la chaussée. Sur Facebook, les commentaires anti-barrages se multiplient, accusant les grévistes d'empêcher les établissements scolaires et les services de santé de fonctionner, et d'aggraver la situation économiques des entreprises locales ; ces mêmes commentaires accusent l’État français de ne pas s'occuper de la situation à Mayotte et d'abandonner l'île à son sort. Le vendredi 6 avril, le barrage de Longoni est levé et la route complètement dégagée, sans violence. Le lundi 9 avril, tous les autres barrages de l'île sont levés, également sans violence. Les transporteurs scolaires annoncent reprendre le travail le mardi 10 avril. Cependant, ces-derniers disent rester sensibles à leurs revendications, comme la création d'une police des transports, qui n'ont pas encore été satisfaites. Et l'intersyndicale, malgré le fait qu'elle approuve la levée des barrages, déclare la poursuite de la grève. À partir de la levée des barrages, les actions se font rare. Le 16 avril, les pompiers de l'aéroport de Mayotte déposent un préavis de grève pour le 30 avril, car ils réclament le paiement de la prime PPA, prévention péril animalier.
Le 25 avril 2018, les agents du conseil départemental chargés notamment de la sécurité familiale et des prestations sociales usent de leur droit de retrait pour dénoncer leurs mauvaises conditions de travail.
Le 19 avril 2018, le Premier ministre Édouard Philippe rencontre les élus de Mayotte à Paris. Il annonce les axes d'un plan qui sera présenté à Mayotte au mois de mai. Le plan devrait comporter la création d'une Agence Régionale de Santé pour Mayotte, l'augmentation des moyens alloués à l'hôpital de Mamoudzou, la construction de nouvelles classes pour compenser le manque d'infrastructures scolaires, la création d'un système de transports en commun à Grande-Terre et la construction d'un contournement de Mamoudzou. Philippe dit aussi qu'il tentera de baisser les prix des billets d'avion à l'aéroport de Mamoudzou en facilitant la concurrence.
Le 3 avril le député Mansour Kamardine interpelle le Premier Ministre à l'Assemblée Nationale pour protester contre la faiblesse de la diplomatie française face aux provocations comorienne. Le 30 avril, une délégation comorienne est envoyée au Ministère français des Affaires Étrangères afin de négocier autour des deux principaux différends entre la France et les Comores : le statut de Mayotte - considéré comme un département français par la France et comme un territoire occupé illégalement par les Comores - et le refus de la part du Ministère comorien des Affaires Étrangères de laisser les Comoriens expulsés de Mayotte revenir sur les autres îles de l'archipel. Le député Mansour Kamardine  proteste de nouveau et demande la suspension de la délivrance des visas par l'ambassade de France à Moroni, la fermeté au ministre des affaires étrangères et le développement d'une action diplomatique pour la reconnaissance internationale de Mayotte française. Une pétition est lancée par une ancienne journaliste d'origine mahoraise Estelle Youssouffa. A Sada, 70 personnes ont manifesté pour demander aux étrangers en situation irrégulière de repartir, ce qui a provoqué des heurts intercommunautaires entre les Mahorais et des Comoriens résidents légalement qui voulaient demander des comptes à la mairie. Dans ce contexte, le Ministère des Affaires étrangères français annonce la suspension de la délivrance de visas aux Comoriens, rétrospectivement depuis le 4 mai et jusqu'à nouvel ordre, car c'est à partir du 4 mai que le gouvernement comorien refuse d'accueillir ses propres citoyens expulsés de Mayotte,. Le Ministère des Affaires Étrangères, Jean-Yves Le Drian a indiqué que « la rumeur sur la communauté d’archipel des Comores est sans fondement. Nous ne transigerons pas sur le statut de Mayotte au sein de la République française. ». La Ministre des Outre-Mers, Annick Girardin, vient faire une visite de 3 jours à Mayotte à partir du 13 mai, en commençant par une rencontre avec les élus locaux. Dès le premier jour, elle dément les rumeurs de projet d'une communauté d'archipel des Comores, et déclare « Combien de fois faudra-t-il le dire ? Mayotte est Français et restera Français (...) tant que les élus de ce territoire le souhaitent ». Le 15 mai, Annick Girardin annonce un plan pour régler les problèmes de Mayotte, comportant 53 engagements et 125 actions, pour un coût estimé à 1.3 milliards d'euros plus 500 millions d'euros pour le système scolaire (lire ci-dessous).

## Conséquences
En réponse à l'événement déclencheur des manifestations, les affrontements au lycée de Kahani, Frédéric Veau, le préfet de Mayotte dévoile des mesures le 6 mars. Il s'agit du renforcement de la sécurité des transports scolaires, du déploiement de gendarmes dans certains lycées, de l'installation de médiateurs aux abords des établissements scolaires, d'une meilleure coordination entre les médiateurs, la police municipale et la police nationale, et d'un renforcement des opérations de contrôle dans les établissements à l'aide de stagiaires et de volontaires.
La ministre des Outre-Mer, Annick Girardin, annonce le 12 mars 2018 l'envoi de trois escadrons de gendarmerie supplémentaires à Mayotte. Elle propose également d'encourager les migrants légaux à « partir vivre dans un autre département du territoire national » afin de désengorger l'île, ainsi que l'envoi d'un navire-patrouilleur. Bien que les syndicats y soient favorables, ces mesures ne sont pas jugées satisfaisantes par une majorité de manifestants.
Le 23 mars, le ministre de l'Intérieur des Comores, Mohamed Daoudou, annonce que le gouvernement des Comores luttera contre les passeurs de migrants, surtout les kwassa kwassa. Le gouvernement comorien annonce cependant qu'il refusera d'accueillir les citoyens comoriens expulsés de Mayotte.
Le 28 mars, le gouvernement nomme Dominique Sorain nouveau préfet de Mayotte, à la place de Frédéric Veau. Il est également nommé « délégué du gouvernement ». L'ancien préfet de la Réunion était jusqu'alors le directeur de cabinet de cabinet d'Annick Girardin. Elle annonce enfin que Dominique Sorain viendra « accompagné d'une équipe interministérielle qui viendra renforcer les services de l'État sur place ».
La grève a un impact important sur l'économie de Mayotte. 30 000 artisans et salariés du privés auraient été privés de revenu en mars 2018. Et au 18 avril, 255 entreprises (sur les 9.000 déclarées de l'île) ont déposé une demande de chômage partiel pour 3.629 employés, pour plus de 860.000 heures chômées.
Le 27 avril, pour compenser l'impact que la grève a eu sur l'organisation des soins à Mayotte, la réserve sanitaire est mobilisée à hauteur de 30 personnes pour deux mois. Avec une possibilité de rajouter 10 réservistes supplémentaire et d'étendre la mobilisation jusqu'au 1er septembre 2018 si nécessaire.
Le 9 mai, le Ministère des Affaires étrangères français annonce la suspension de la délivrance de visas aux Comoriens, rétrospectivement depuis le 4 mai et jusqu'à nouvel ordre, car c'est à partir du 4 mai que le gouvernement comorien refuse d'accueillir ses propres citoyens expulsés de Mayotte,.
Le 15 mai, la Ministre des Outre-Mers Annick Giradin dévoile son plan pour Mayotte. Il reprend les principales déclarations faites par le Premier Ministre Édouard Philippe en mars. Le plan prévoit 53 engagements et 125 actions, pour un coût estimé de 1.3 milliard d'euros, plus le coût de l'embauche 500 nouveaux membres de personnel de l'éducation nationale. Pour la lutte contre l'immigration clandestine, il est prévu la création d'un nouveau poste de sous-préfet spécialement destiné à cela - déjà créé et occupé depuis le 12 mars 2018 -, la mise en place de la police de sécurité du quotidien avec un renfort de 20 gendarmes dès 2019, l'augmentation des effectifs de police et de gendarmerie nationale, l'affectation d’un troisième escadron de gendarmerie mobile pour la lutte contre l’immigration clandestine, et la création de deux brigades à Koungou. Pour la santé, le fond d'intervention régional passe de 7,5 millions à 11,7 millions d’euros en 2018 et doublera en 2019, l’offre de soins va être renforcée et 200 millions d’euros vont être consacrés à la modernisation du Centre hospitalier de Mayotte où 30 postes d’assistants spécialisés vont être créés, les Mahorais auront la gratuité des soins à partir de 2019 et la couverture maladie universelle complémentaire à partir de 2022. Pour le social, les prestations et les minima sociaux se rapprocheront de ceux de la métropole. Pour le scolaire, 500 millions d'euros vont être accordés durant le quinquennat d'Emmanuel Macron et une mission d'appui va être diligentée afin de doubler le rythme des constructions scolaires, 500 recrutements vont être opérés dont 345 pour la rentrée scolaire 2018-2019. Pour la formation à l'emploi, une direction régionale de Pôle emploi va être créée à Mayotte, le dispositif de service militaire adapté va être renforcé, les étudiants mahorais et certains salariés à titre dérogatoire pourront bénéficier à la rentrée du dispositif Cadres avenir pour répondre au besoin de cadres locaux, 486 formations supplémentaires vont être financées en 2018 pour un coût de 2,2 millions d’euros, et le nombre de bénéficiaires de la Garantie jeune va être doublé. Pour les logements sociaux afin de régler le problème des bidonvilles, les crédits pour la construction de logements sociaux vont être augmentés de 50 % afin d'en construire 400 en 2018, et des opérations de modernisation vont être menées en 2019 dans les quartiers de Kaweni à Mamoudzou, de Majicavo Koropa à Koungou et de la Vigie à Dzaoudzi. Pour le transport, 113,6 millions d’euros vont être investis sur quinze ans afin de développer les transports en commun, l'argent pour l'entretien des routes nationales et départementales va être augmenté de 16,3 millions d'euros, et une mission sera diligentée à propos de la desserte aérienne de Mayotte. 150 millions d'euros vont être investis pour les infrastructures d'assainissement de l'eau et de la gestion des déchets. Le soutien à l'économie locale est divisé en deux volets, celui de la gestion immédiate des conséquences du mouvement social et celui à plus long terme : pour les conséquences du mouvement social les obligations fiscales et sociales sont reportées et l'effet du dispositif d'activité partielle est étendu rétroactivement ; à plus long terme les zones franches vont être renforcées, un dispositif spécifique d’allégement du coût du travail va être instauré qui permettra de compenser l’intégralité de la suppression du crédit d’impôt compétitivité emploi, l’État va accompagner le renforcement des filières pêche et agriculture et relancer la filière dite « ylang-ylang », dont la fleur est à l’origine du surnom « l’île aux parfums » attribué à Mayotte. Et pour le statut territorial, la départementalisation est confirmée mais les compétences territoriales seront réparties entre l’État français et le département mahorais en s'adaptant selon les besoins.
Dans le cadre du projet de loi Immigration maîtrisée, droit d'asile effectif et intégration réussie présenté par le ministre Gérard Collomb, la majorité sénatoriale adopte deux amendement du sénateur LREM Thani Mohamed Soilihi qui réforment le droit du sol à Mayotte en ajoutant une nouvelle condition pour être naturalisé : que l’un au moins des deux parents d’un enfant né sur l’île réside de manière régulière sur le territoire depuis plus de trois mois au jour de la naissance. Si le Conseil d’État a donné un avis favorable à la mesure au titre de l’article 73 de la Constitution, qui laisse une marge de manœuvre aux législations des collectivités locales d’outre-mer, cette mesure est dénoncée par l'historien et politologue Patrick Weil qui y voit un dangereux précédent et contraire à la jurisprudence du Conseil constitutionnel, qui avait rappelé le principe d’indivisibilité dans un avis de 1993 pour les personnes nées en Algérie. Le président de la république Emmanuel Macron apporte son soutien à la mesure : « J’ai noté que l’évolution proposée par le sénateur Soilihi faisait consensus. Je veux donc dire ici que je soutiens cette démarche. En deuxième lecture, la députée LREM Aina Kuric vote contre le texte ».
En avril 2019, un premier bilan de mesures prises est dressé : affectation de 170 policiers et gendarmes supplémentaires pour accélérer les expulsions vers les Comores, 100 millions d'euros sur cinq ans pour aider à la construction de groupes scolaires et six cuisines centrales, 172 millions d'euros pour construire d'ici 2027 un nouveau centre hospitalier, mise en place en janvier 2020 d'une autorité régionale de santé. Toutefois, les écoles primaires restent soumises à l'alternance entre enfants scolarisés le matin et d'autre l'après-midi et de nombreux postes d'enseignantes restent non pourvus. Si la croissance économiques est de 7 % par an, les infrastructures restent déficientes et l'allongement de la piste de l'aéroport de Dzaoudzi-Pamandzi n'est pas acté.